# América Autos
América Autos S.A. war ein spanischer Hersteller von Automobilen.

## Unternehmensgeschichte

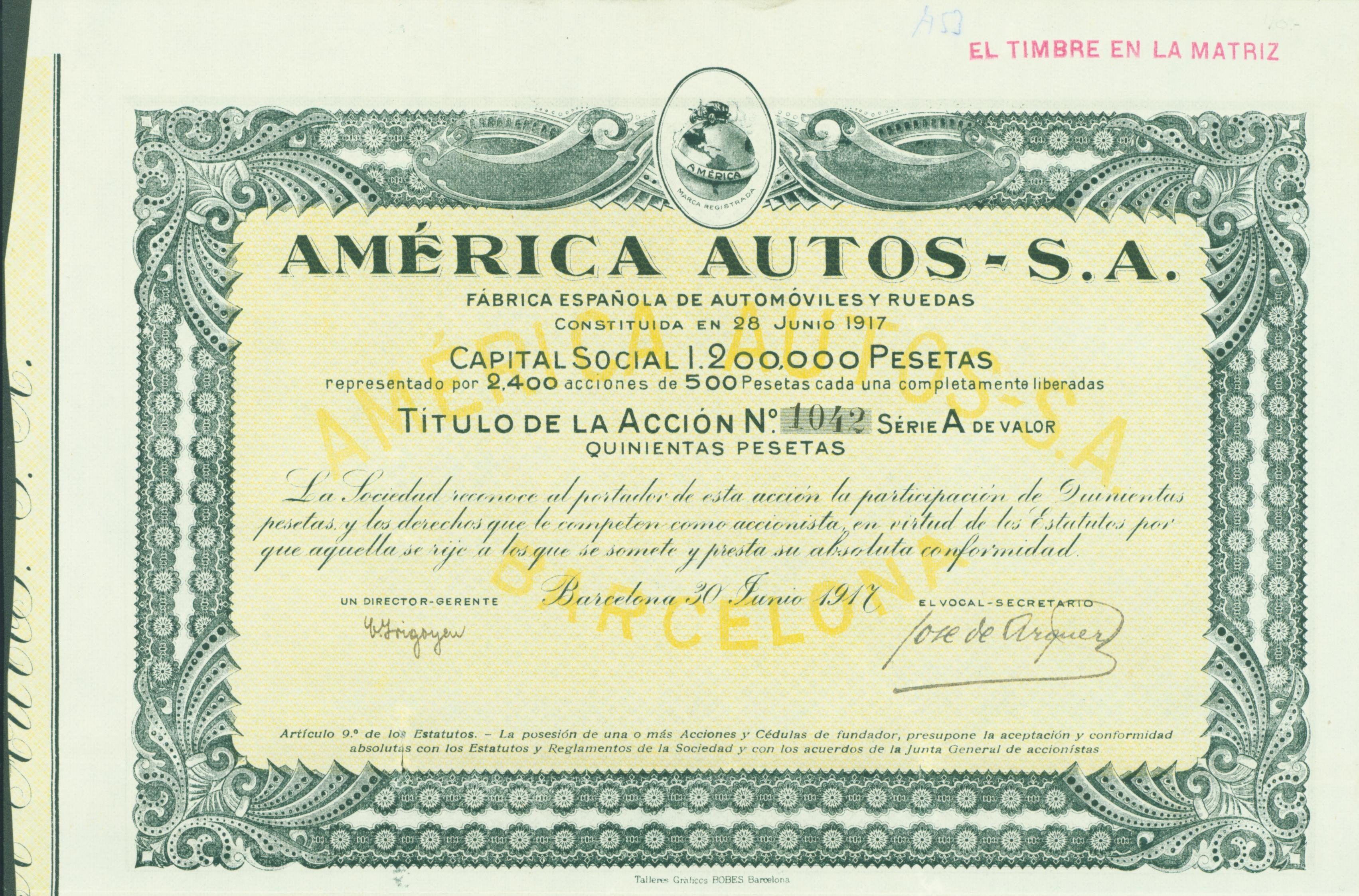
Aktie der América Autos SA vom 30. Juni 1917

Die Herren Irigoyen, Pladellorens und Pazos gründeten 1913 in Barcelona das Unternehmen. Manuel Pazos war der Chefkonstrukteur. 1917 begann die Produktion von Automobilen. 1919 stellte das Unternehmen Fahrzeuge auf dem Salón del Automóvil de Barcelona aus. 1922 endete die Produktion. Der Markenname lautete América.

## Fahrzeuge
Zunächst gab es das Modell Typ A mit einem Vierzylinder-Schiebermotor und einem Dreiganggetriebe, das bereits über eine Art Synchronisierung verfügte. 1919 folgte der Typ B, auch 6/8 HP genannt. Hier sorgte ein Vierzylindermotor mit 760 cm³ Hubraum für den Antrieb. 1921 folgte der Typ C auf Basis des Typ B, ein Sportwagen, auch als Einsitzer erhältlich.